# Fél Edit
Fél Edit (Kiskőrös, 1910. szeptember 16. – Budapest, 1988. június 28.) magyar néprajztudós, a történettudomány (néprajz) kandidátusa (1957).

## Életpályája
Fél Boldizsár ügyvéd és Tolnai (Tüchler) Piroska lánya. A szegedi Ferenc József Tudományegyetemen szerzett bölcsészdoktori oklevelet 1935-ben (a témája: Harta néprajza). „A néphagyomány társadalomtani szemlélete” című tárgykör magántanára lett a Budapesti Tudományegyetemen. 1935-től nyugalomba vonulásáig (1970) a budapesti Néprajzi Múzeum tudományos munkatársa, igazgatóhelyettese, osztályvezetője, majd tudományos főmunkatársa volt.

## Kutatási területe
Fő kutatási területe a magyar paraszti társadalom (családszervezet, rokonsági intézmények, a munkában való együttműködés, a falusi társadalom rétegződése). Ezen kívül foglalkozott a népi hímzéssel, népviselettel, a népművészet problémáival, a múzeumi tárgygyűjtés elvi kérdéseivel.

## Művei
- Harta néprajza (Karcag, 1935)
- Kocs 1936-ban (Budapest, 1941)
- A nagycsalád és jogszokásai a komárommegyei Martoson (Budapest, 1944)
- Egy kisalföldi nagycsalád társadalom-gazdasági vázlata (Érsekújvár, 1944)
- A magyar népi társadalom életének kutatása (Budapest, 1948)
- Ungarische Bauernkunst (Hofer Tamással és K. Csilléry Klárával, Budapest, 1958, magyarul: A magyar népművészet Budapest, 1969)
- Hungarian peasant embroidery (London-Budapest, 1961, németül is)
- Népviselet (Budapest, 1962)
- Parasztok, pásztorok, betyárok (Hofer Tamással, Budapest, 1966)
- Proper peasants (Chicago-Budapest, 1969)
- Bäuerliche Denkweise in Wirtschaft und Haushalt (Göttingen, 1972)
- Geräte der Átányer Bauern (Hofer Tamással, Budapest, 1974)
- Magyar népművészet (Hofer Tamással, Budapest, 1975, 1976)
- Magyar népi vászonhímzések (Budapest, 1976)